# Josef Brems
Josef Ludwig Brems (ur. 7 sierpnia 1870 r. w Testelt, zm. 5 kwietnia 1958 r. w Kopenhadze) – belgijski duchowny katolicki, wikariusz apostolski-biskup Danii w latach 1922–1938.

## Życiorys
Urodził się w rodzinie katolickiej w Testelt w 1870 roku. Po uzyskaniu świadectwa dojrzałości zdecydował się na życie zakonne, wstępując do zgromadzenia norbertanów. W 1895 roku po ukończeniu studiów teologicznych otrzymał święcenia kapłańskie. Następnie pracował na terenie parafii w północnych Niemczech i Danii.
10 października 1922 roku został wyznaczony przez papieża Piusa XI na wikariusza apostolskiego Danii wraz z tytułem biskupa Roskilde. Funkcję tę sprawował przez kolejne szesnaście lat aż do swojej rezygnacji w 1938 roku. Zmarł w 1958 roku w Kopenhadze. Za swoją działalność został odznaczony Orderem Dannebroga 2 klasy.